# جق‌جق پایین
جِق‌جِق پایین روستایی در ایران است که در استان اردبیل، دهستان یورتچی شرقی واقع شده‌است.

## جستار های وابسته
- *فهرست روستاهای ایران